# Mário Bittencourt Sampaio
Mário Bittencourt Sampaio (Rio de Janeiro, 19 de março de 1903 – Rio de Janeiro, 13 de agosto de 1990) foi um político brasileiro.
Foi diretor geral do Departamento Administrativo do Serviço Público (DASP) de 1947 a 1950. Anteriormente, integrou o conselho deliberativo do órgão, nos anos de 1941, 1943 e 1945.
No segundo governo de Getúlio Vargas (1951-1954), foi nomeado ministro do Tribunal de Contas da União (TCU), do qual foi eleito presidente em 1952, sucedendo a Joaquim Henrique Coutinho. Sua gestão se estendeu até 1954, quando foi substituído por Vergniaud Wanderley.
Faleceu na cidade do Rio de Janeiro em 13 de agosto de 1990.